# Lagundri
Lagundri is een bestuurslaag in het regentschap Nias Selatan van de provincie Noord-Sumatra, Indonesië. Lagundri telt 811 inwoners (volkstelling 2010).